# Micropeza bisetosa
Micropeza bisetosa är en tvåvingeart som beskrevs av Daniel William Coquillett 1902. Micropeza bisetosa ingår i släktet Micropeza och familjen skridflugor.
Artens utbredningsområde är New Mexico. Inga underarter finns listade i Catalogue of Life.